# Angra dos Reis

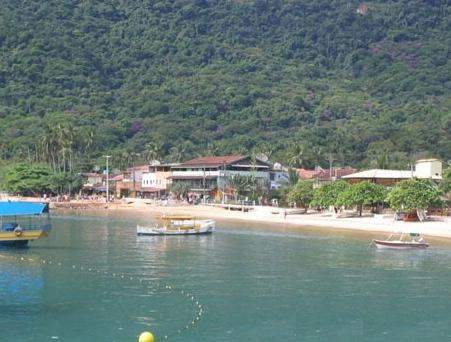
Vila do Abraão, poble en l'Ilha Grande, Angra dos Reis

Angra dos Reis és una ciutat del litoral brasiler situada en l'estat de Rio de Janeiro, a una distància de 151 km de la ciutat de Rio de Janeiro. Té una superfície total de 816,3 km², dels quals 193 km² d'aquests són illes, la major de les quals és l'Ilha Grande, i illots.
Les activitats econòmiques més importants de la ciutat són les activitats portuàries, el comerç i els serveis, algunes indústries, la producció d'energia nuclear (els dos reactors nuclears brasilers de la Central Nuclear Almirante Álvaro Alberto estan situats en el municipi) i el turisme en seus platges, illes i locals de busseig.

## Origen del nom
El nom del lloc té una interessant història. Gaspar de Lemos, comandant de la flota naval portuguesa, va descobrir l'Illa Grande el 6 de gener de 1502, el "Dia de Reis". Així que el lloc va ser batejat Angra dos Reis, que significa "ancorada dels reis".